# ФК Хајдук Стапар сезона 1956/57
ФК Хајдук Стапар сезона 1956/57. обухвата све резултате и остале информације везане за наступ стапарског фудбалског клуба у сезони 1956/57. 
Клуб је у овој сезони наступао под именом Младост.
У овој сезони, клуб поново испада у нижи ранг такмичења, те се идуће сезоне такмичи у среском првенству.

## Резултати

### Табела
| Место | Клуб                         | мечева | победа | нерешених | пораза | гол разлика | бодова |
| ----- | ---------------------------- | ------ | ------ | --------- | ------ | ----------- | ------ |
| 7     | ФК Динамо Сонта              | 22     | 7      | 7         | 8      | -10         | 21     |
| 8     | ФК Сутјеска Бачко Добро Поље | 22     | 8      | 4         | 10     | +2          | 20     |
| 9     | ФК Младост Стапар            | 22     | 9      | 2         | 11     | -8          | 20     |
| 10    | ФК Металац Сомбор            | 22     | 8      | 2         | 12     | -17         | 18     |
| 11    | ФК Јединство Колут           | 22     | 6      | 4         | 12     | -28         | 15     |

| Датум               | Место                         | Противник                    | Резултат       | Такмичење                              |  |
| ?                   | Стапар, Југославија           | ФК Панонија Лалић            | 3:1            | Сомборски потсавез I разред            |  |
| ?                   | Стапар, Југославија           | ФК Сутјеска Бачко Добро Поље | 4:2            | Сомборски потсавез I разред            |  |
| 2. септембар 1956.  | Руски Крстур, Југославија     | ФК Русин Руски Крстур        | 3:3            | Сомборски потсавез I разред            |  |
| 9. септембар 1956.  | Стапар, Југославија           | ФК Металац Сомбор            | 4:6            | Сомборски потсавез I разред            |  |
| 16. септембар 1956. | Оџаци, Југославија            | ФК Слога Оџаци               | 8:0            | Сомборски потсавез I разред            |  |
| 23. септембар 1956. | Стапар, Југославија           | ФК Јединство Колут           | 2:0            | Сомборски потсавез I разред            |  |
| 30. септембар 1956. | Бачки Грачац, Југославија     | ФК Борац Бачки Грачац        | 3:0            | Сомборски потсавез I разред            |  |
| 7. октобар 1956.    | Стапар, Југославија           | ФК Полет Сивац               | 3:0            | Сомборски потсавез I разред            |  |
| 14. октобар 1956.   | Апатин, Југославија           | ФК Младост Апатин            | 3:3            | Сомборски потсавез I разред            |  |
| 21. октобар 1956.   | Стапар, Југославија           | ФК Динамо Сонта              | 4:3            | Сомборски потсавез I разред            |  |
| 28. октобар 1956.   | Савино Село, Југославија      | ФК Будућност Савино Село     | 4:3            | Сомборски потсавез I разред            |  |
| 10. фебруар 1957.   | Стапар, Југославија           | ФК Младост Апатин            | 3:0 (службено) | Пехар четир клуба                      |  |
| 17. фебруар 1957.   | Апатин, Југославија           | ФК Младост Апатин            | 3:1            | Пехар четир клуба                      |  |
| 24. фебруар 1957.   | Стапар, Југославија           | ФК Спорт Бездан              | 7:2            | Пехар четир клуба                      |  |
| 3. март 1957.       | Бездан, Југославија           | ФК Спорт Бездан              | 4:1            | Пехар четир клуба                      |  |
| 10. март 1957.      | Стапар, Југославија           | ФК Јединство Колут           | 4:1            | Пехар четир клуба                      |  |
| 24. март 1957.      | Колут, Југославија            | ФК Јединство Колут           | 1:0            | Пехар четир клуба                      |  |
| 7. април 1957.      | Лалић, Југославија            | ФК Панонија Лалић            | 3:1            | Сомборски потсавез I разред            |  |
| 14. април 1957.     | Бачко Добро Поље, Југославија | ФК Сутјеска Бачко Добро Поље | 6:2            | Сомборски потсавез I разред            |  |
| 21. април 1956.     | Стапар, Југославија           | ФК Русин Руски Крстур        | 1:0            | Сомборски потсавез I разред            |  |
| 28. април 1956.     | Сомбор, Југославија           | ФК Металац Сомбор            | 1:4            | Сомборски потсавез I разред            |  |
| 5. мај 1956.        | Стапар, Југославија           | ФК Слога Оџаци               | 5:0            | Сомборски потсавез I разред            |  |
| 12. мај 1957.       | Колут, Југославија            | ФК Јединство Колут           | 2:0            | Сомборски потсавез I разред            |  |
| 19. мај 1957.       | Стапар, Југославија           | ФК Борац Бачки Грачац        | 1:2            | Сомборски потсавез I разред            |  |
| 26. мај 1957.       | Сивац, Југославија            | ФК Полет Сивац               | 6:0            | Сомборски потсавез I разред            |  |
| 2. јуни 1957.       | Стапар, Југославија           | ФК Младост Апатин            | 2:2            | Сомборски потсавез I разред            |  |
| 9. јуни 1957.       | Сонта, Југославија            | ФК Динамо Сонта              | 2:1            | Сомборски потсавез I разред            |  |
| 16. јуни 1957.      | Стапар, Југославија           | ФК Будућност Савино Село     | 4:2            | Сомборски потсавез I разред            |  |
| 7. јули 1957.       | Стапар, Југославија           | ФК БСК Бачки Брестовац       | 4:0            | Куп Маршала Тита 1. коло квалификација |  |
| 14. јули 1957.      | Апатин, Југославија           | ФК Бачка Апатин              | 3:2            | Куп Маршала Тита 2. коло квалификација |  |